# Форначе Середи (Ливорно)
Форначе Середи је насеље у Италији у округу Ливорно, региону Тоскана.
Према процени из 2011. у насељу је живело 17 становника. Насеље се налази на надморској висини од 90 м.